# Stampens kyrkogård

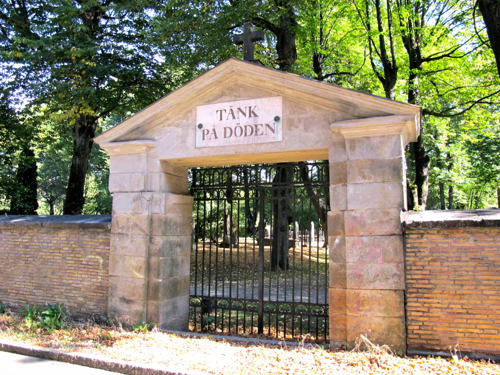
Tänk på döden kan alla besökare till Stampens kyrkogård läsa och begrunda.

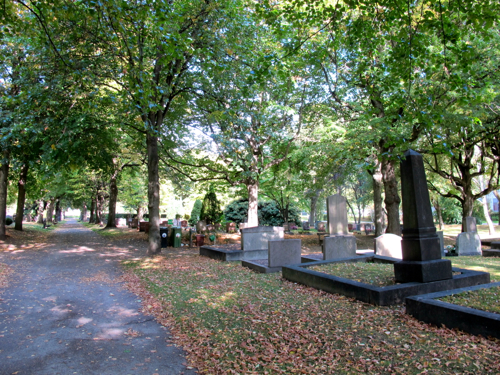
Stampens kyrkogård i Göteborg.

Stampens kyrkogård, ursprungligen Gamla eller Allmänna begravningsplatsen, även Svenska kyrkogården, är en kyrkogård i stadsdelen Stampen i centrala Göteborg. Kyrkogårdens areal var 4,662 hektar år 1910.

## Historia
I maj 1797 bestämdes att en ny kyrkogård för de svenska och tyska församlingarna skulle placeras på fattighusängen i nära anslutning till den gamla fattighuskyrkogården, även kallad S:t Johanni kyrkogård från 1767. Denna kyrkogård inlemmades med Stampens. På andra sidan Fattighusån finns ännu en kyrkogård, den så kallade Garnisonskyrkogården, som inte har använts sedan 1834 då en del av offren för den stora koleraepidemin jordades där.
Det var stadsarkitekten Carl Wilhelm Carlberg som fick uppdraget att planlägga den nya kyrkogården och i oktober 1797 presenterade han sitt förslag. Kyrkogården skulle enligt planen ha måtten 180x60 meter och ligga cirka 18 meter norr om fattighuskyrkogården. Den skulle på samtliga sidor omges av en hög mur och tre portar skulle leda in från landsvägen. Portarna hade tidigare stått på Domkyrkoplan, men flyttades 1804 till "Gamla begravningsplatsen" efter att Domkyrkan lagts i ruiner vid stadsbranden 1802. De är ritade i nyantik stil med triangulära gavelfält, krönta av kors. På gavelfälten finns stenplattor med inskriften "memento mori" — tänk på döden. Även muren av huggen ölandssten kommer från Domkyrkoplan. Innanför muren skulle gården på tre sidor omslutas av en hög häck, där det var insatta symmetriskt placerade nischer med vilobänkar. Planen skulle indelas i åtta fält, avdelade genom långa alléer.
Dock först 1804 hade de olika beslutande instanserna lyckats bli eniga om principen att begrava folk utanför staden och att godkänna den Carlbergska planen. Nya kyrkogården, som invigdes 11 maj 1804, upptog endast en del av det planerade området. I stället för mur och häckar hade den endast ett provisoriskt stängsel. Delar av Göteborgs domkyrkas domkyrkomur samt tre järngrindar ropades in på auktion och användes till en ny inhägnad för kyrkogården på Stampen. 
År 1814 inhägnades kyrkogården med en mur av holländsk gulsten, 1817 planterades där alléer, 1818 uppfördes det lilla bisättningskapellet i kyrkogårdens mitt, på hösten 1819 blev gravkoret samt artilleristallen klara och först omkring 1820 kan den nya kyrkogården sägas ha varit färdig. Minnesvårdar över landshövdingen greve Axel von Rosen och doktor Pehr Dubb uppfördes 10 september 1852.
De flesta gravar kom till under 1800-talet. Från och med den 26 februari 1886 uppläts inga nya gravar på Stampen sedan Nya begravningsplatsen invigdes 1860. Först på 1960-talet öppnades ett urngravskvarter och i oktober 1980 togs en minneslund i bruk. I den finns som minnesvård ett verk i järnsmide och konstglas av Erik Höglund.
Stampens kyrkogård är begravningsplats för bland andra William Chalmers, Robert Dickson, Per Dubb, Olof Fåhræus, William Gibson, Dick Helander, Harry Hjörne, Sven-Eric Johanson, Johan Albrecht Pripp, Johan Anders Wadman, Olof Wijk den äldre och domprosten Peter Wieselgren. Wieselgren arbetade ihärdigt för att minska husbehovsbränningen och det kan tyckas som en ödets ironi att hans gravvård är granne med O.P. Andersons.

## Fonden för underhåll
För begravningsplatsens framtida underhåll skapades 1816 en fond, vars årliga ränta skulle användas för ändamålet. Fonden byggdes upp genom att medlemmar av stadens församlingar fick betala en avgift för gravplatser på Nya begravningsplatsen "hvilka framdeles ej skulle runna rubbas, utan alltid komma att tillhöra dem, eller deras Rätts Innehafware, som först blifwit ägare däraf". I avtalet sades bland annat att: "Den ledamot af någon bland Stadens församlingar, som åstundar ärhålla uplåtelse af wist Grafställe, för sig och Famille, i något af utstakade qwarteren å Nya Begrafningsplatsen, med försäkran om ostörd ägande och dispositions Rätt, skall, såsom inköps afgift, erlägga för så kallat dubbelt Grafställe 100 RD och för ett enkelt 50 RD Banco; emot inbetalning hvaraf behörigt Uplåtelse eller Graf-Bref af kyrko Rådet utfärdas." Vidare sades också "Åstundas Grafställe emellan Träden invid den ut med allmänna Landsvägen upförde Stängningsmur blifver afgiften, för dubbel Graf 150 RD och för enkel 75 RD Banco". Gällande fondens skapande sades: "De afgifter, hvilka för inköp av Grafställen å Nya Begrafningsplatsen ärlägges, skola ingå i särskild Cassa, till en fond som under kyrko Rådets inseende, bör göras fruktbar och hvaraf årliga räntan skall användas till platsens Allmänna underhåll och prydnad".

## Bildgalleri över gravstenar på Stampens kyrkogård

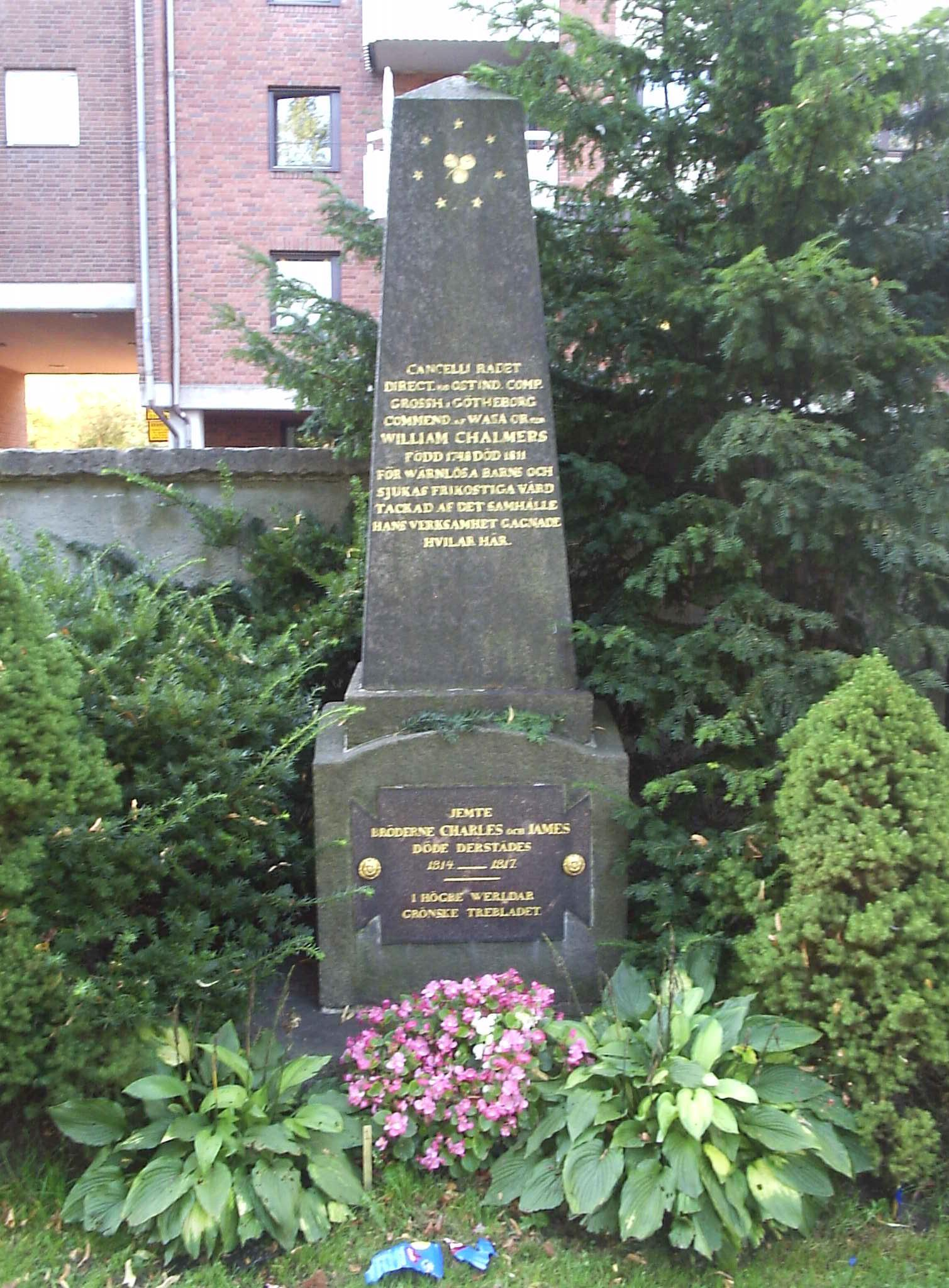
William Chalmers
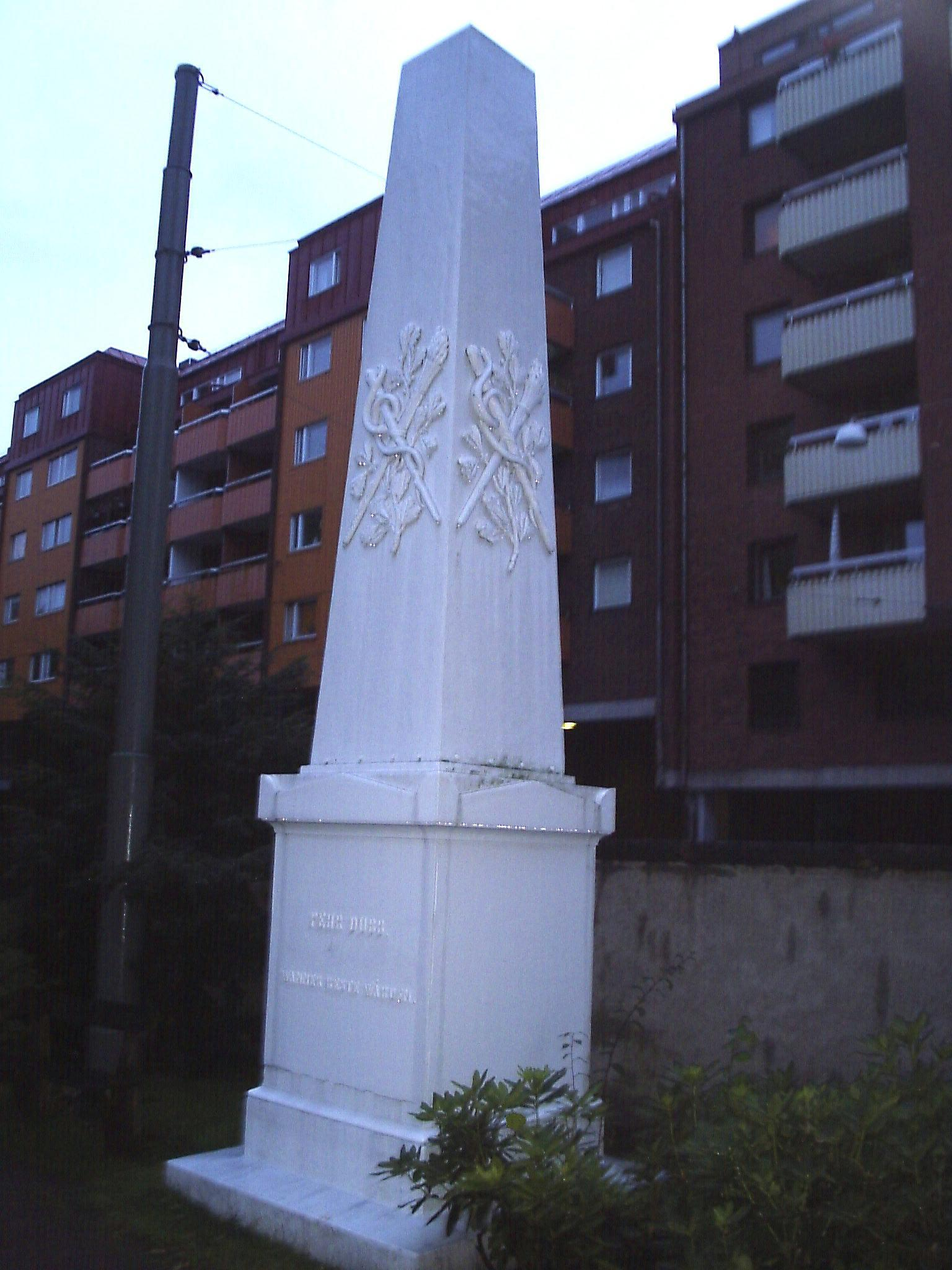
Pehr Dubb
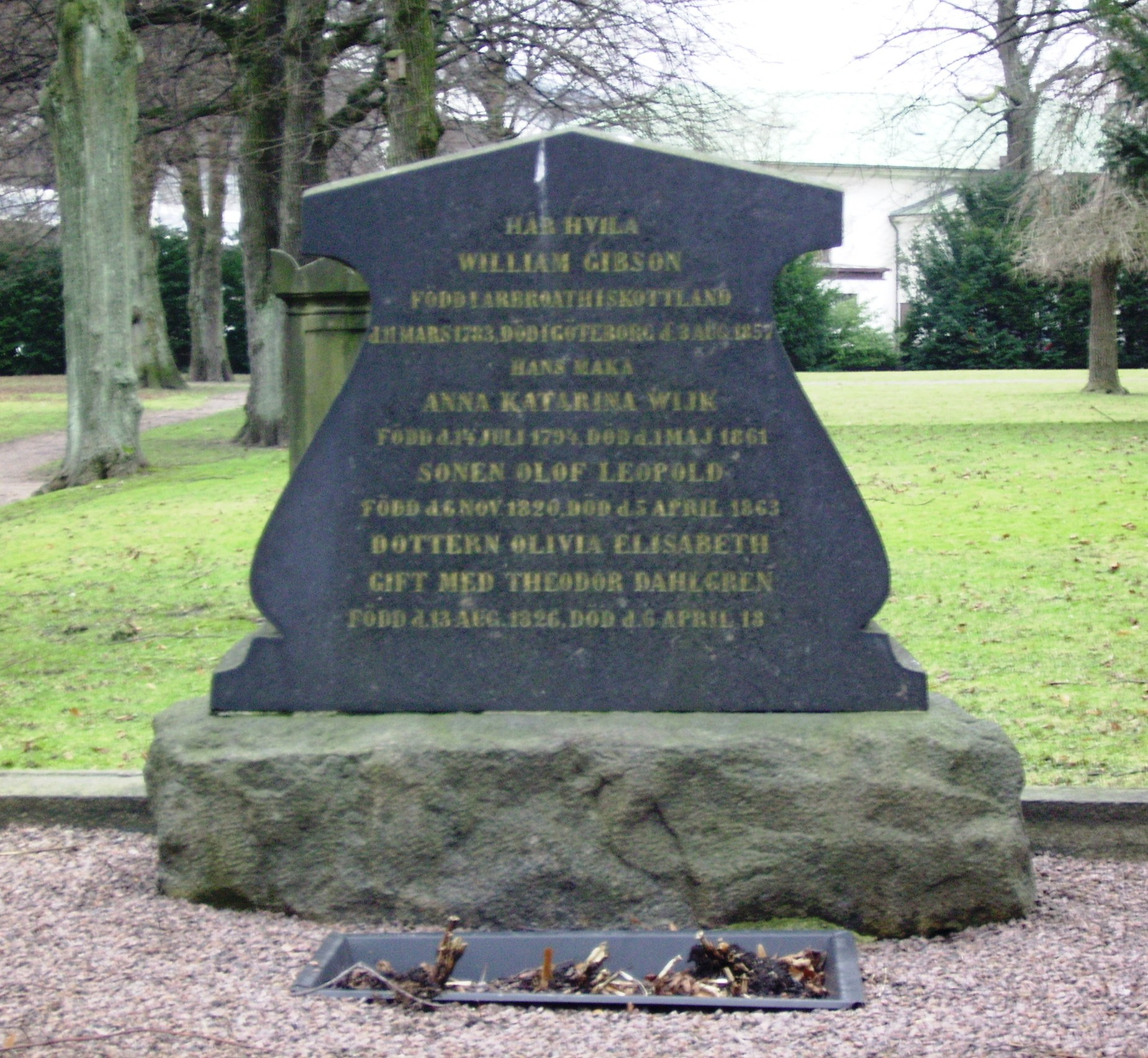
William Gibson
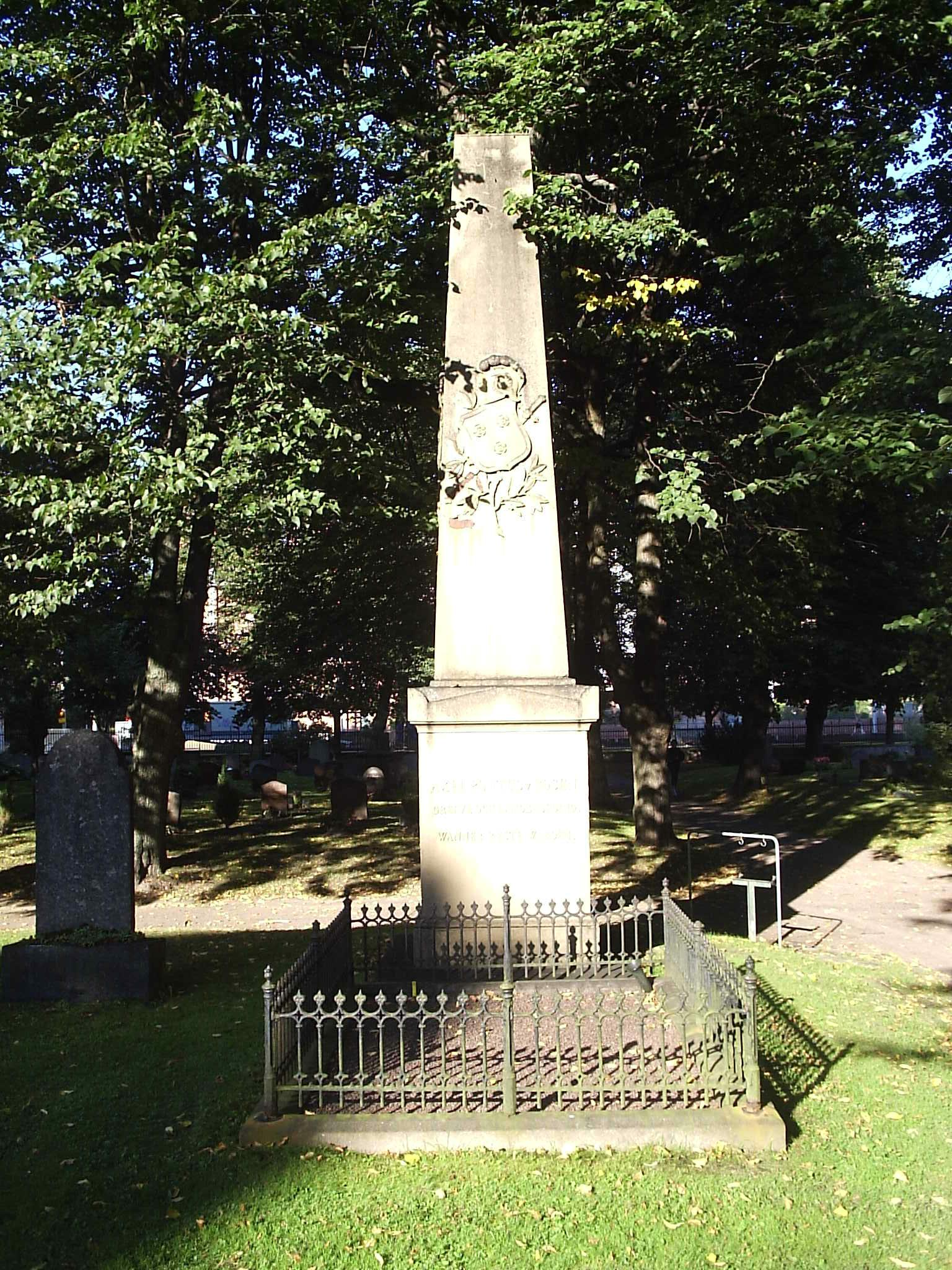
Axel von Rosen
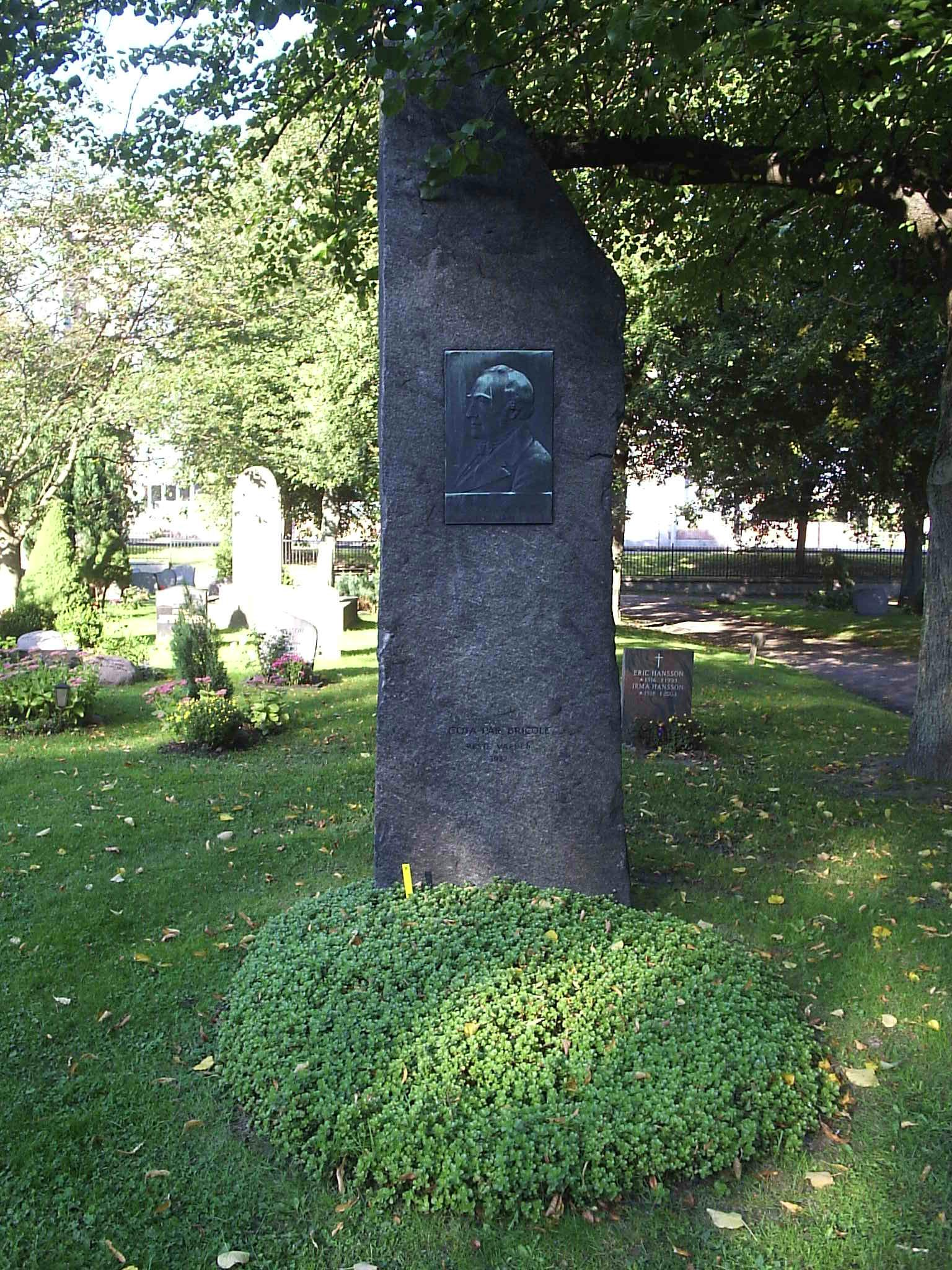
Johan Anders Wadman
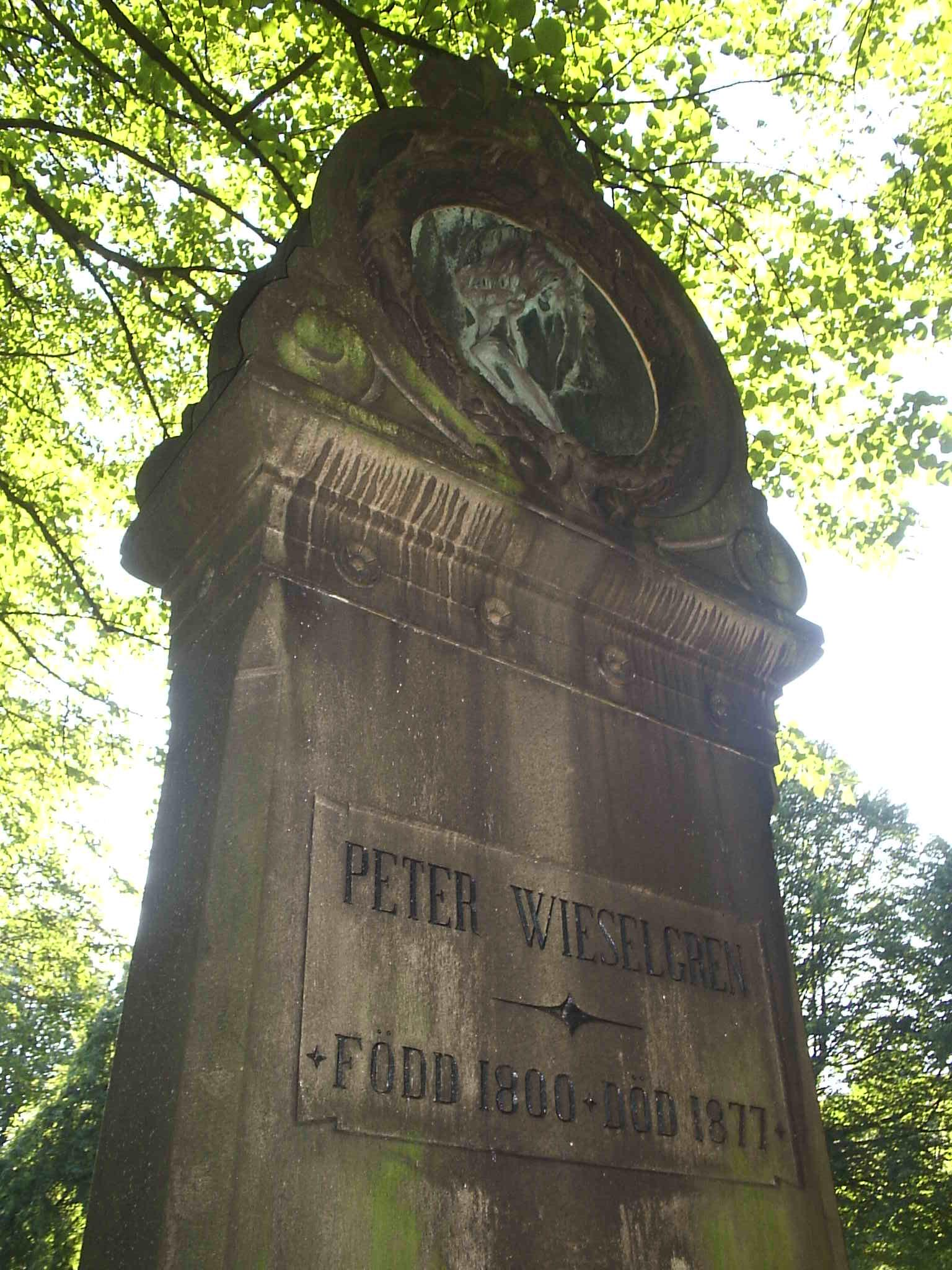
Peter Wieselgren
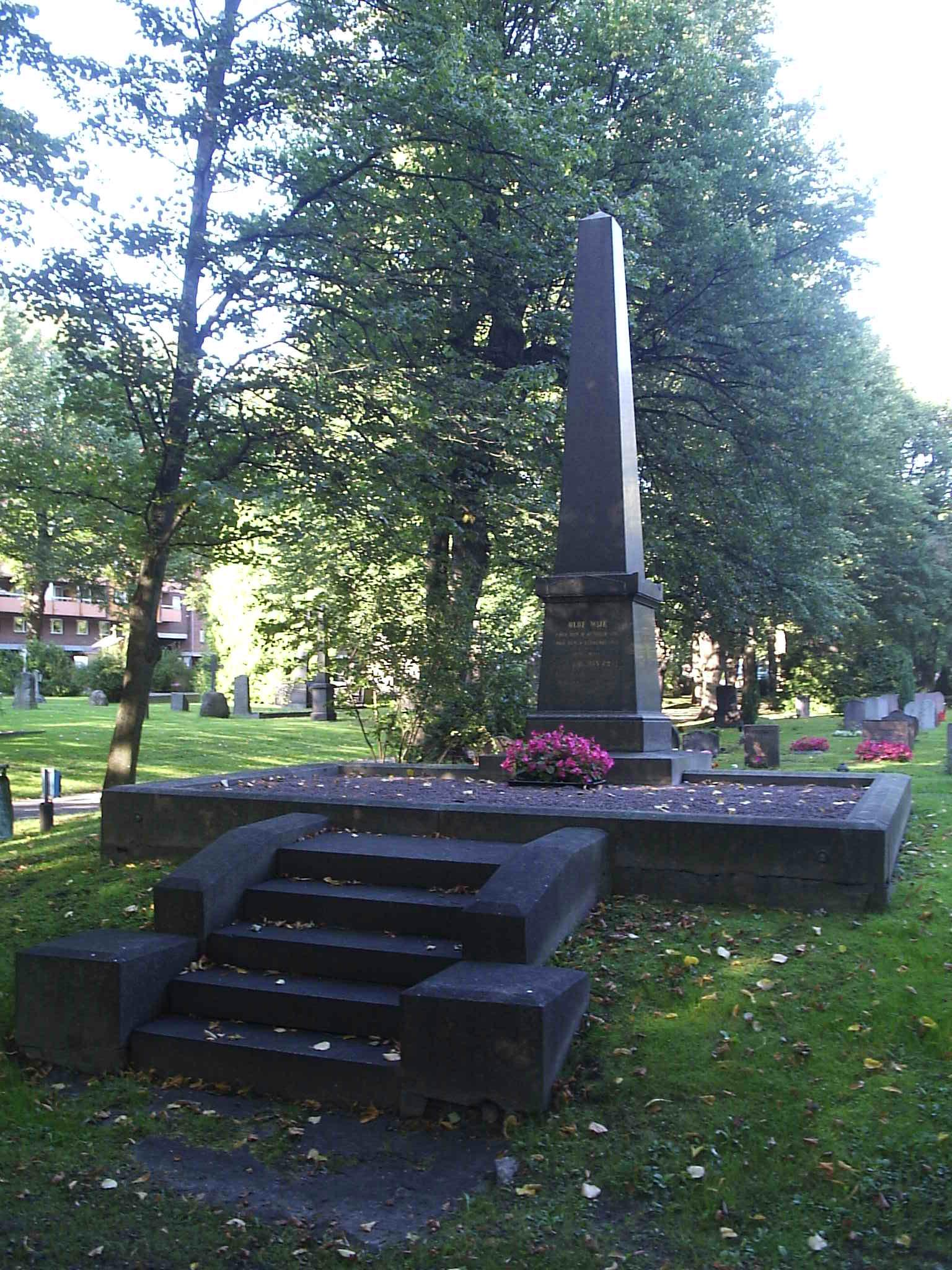
Olof Wijk d.ä.